# Кнунянц, Богдан Мирзаджанович
Богдан Мирзаджанович Кнунянц (арм. Բոգդան Միրզաջանի Կնունյանց, 14 [26] ноября 1878, Джамиат, Кавказское наместничество — 14 [27] мая 1911, Баку) — деятель революционного движения в России, большевик.

## Биография
Начальное образование получил в Шушe.
Жил в Петербурге, с 1896 года учился в Петербургском технологическом институте. С 1897 года член «Союза борьбы за освобождение рабочего класса».
В 1901 году выслан в Баку, вёл партийную работу, член Бакинского и Кавказского союзного комитетов РСДРП, один из организаторов «Союза армянских социал-демократов». Как делегат от Бакинской партийной организации принимал участие во 2-м съезде РСДРП, познакомился с В. И. Лениным.
В феврале 1904 года арестован в Москве. В сентябре 1905 года снова жил в Петербурге, член Петербургского комитета РСДРП и Петербургского совета рабочих депутатов. В декабре 1905 вновь был арестован, судим и приговорён к пожизненной ссылке.
В 1907 году бежал за границу. Участник Штутгартского конгресса II Интернационала и IV конференции РСДРП в Гельсингфорсе.
Возвратился в Баку. В сентябре 1910 года был арестован и умер в Баиловской тюрьме.

## Память
Имя Богдана Кнунянца в советское время носила улица в Ереване (ныне — Вардананц) и Баку (ныне ул. Натаван) .
Имя Б.М. Кнунянца с 1957 года носит улица в городе Салехарде. 